# Richard Ranft
Richard Ranft, né le 18 juillet 1862 à Plainpalais (Genève) et mort à l'Hospice Condé de Chantilly le 13 juin 1931, est un artiste peintre paysagiste, un dessinateur et un graveur suisse.

## Biographie

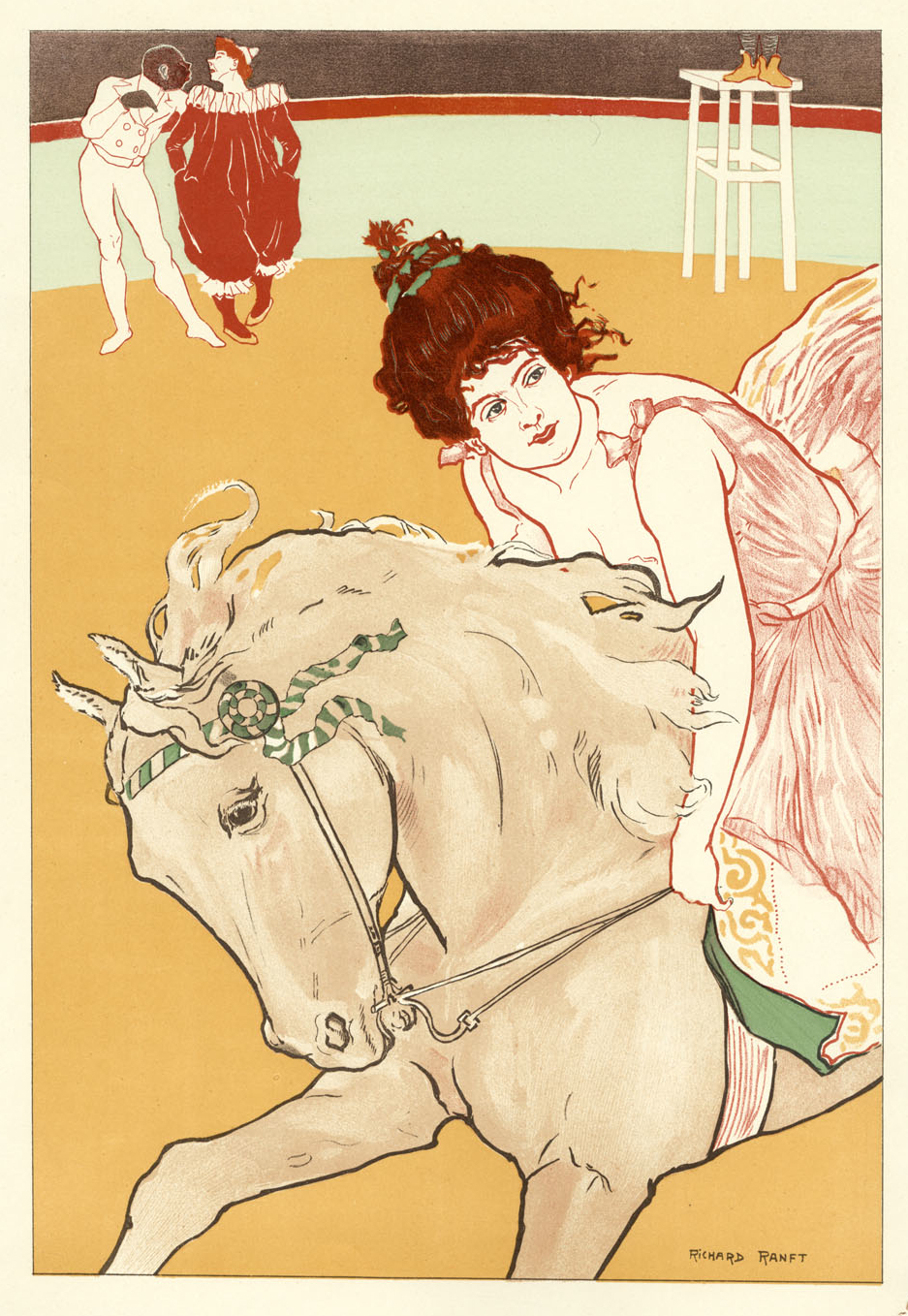
L'Écuyère, lithographie parue dans L'Estampe moderne (1897).

Richard Ranft commence d'étudier la peinture et le dessin à Genève, sous la direction d'Eugène Étienne Sordet (1836-1915) qui lui enseigne l'art du paysage. Il monte ensuite sur Paris, où il fréquente les ateliers de Gustave Courbet et d'Auguste Dumont, sculpteur qui lui enseigne l'art de la gravure. Ranft exécute ensuite de nombreuses planches lithographiées, notamment des affiches, des eaux fortes, sans pour autant abandonner la peinture de paysage : on connaît de lui également des pastels.
Il entre en contact avec La Plume pour laquelle il produit des vignettes et des gravures en hors-texte, et il participe au salon des Cent avec entre autres une exposition personnelle en 1895 ; il collabore aussi à la revue L'Estampe moderne (« L'Écuyère », 1897), au Journal pour tous, à L'Estampe nouvelle (1899), etc.
Il s'éloigne de Paris, passe à Brou sur Chantereine et s'installe à Coubert. Il est membre du salon de la Société des beaux-arts et expose au Salon des indépendants. En 1910, il expose à Paris dans la galerie Chaine et Simondon.
Entre 1892 et 1913, il est l'auteur de plusieurs illustrations pour des ouvrages, mais aussi de deux romans, Mademoiselle d'Orchair (1892) et L'Illustre Famille (1913).
Ranft meurt le 13 juin 1931, et quelques semaines plus tard, Gustave Kahn lui rend hommage dans le Mercure de France, au moment où une rétrospective du peintre était organisée au Salon d'automne : « Il travailla en dehors de toutes modes qui passèrent. Cela le desservit certainement car il ne figura dans aucun groupe. De plus il était littéraire, même écrivain (...), graveur de premier ordre, et particulièrement expert à la gravure en couleur. C'est à lui que les éditeurs anglais demandaient de traduire les prestiges lumineux d'un Turner. »

## Ouvrages illustrés
Romans sous son nom :

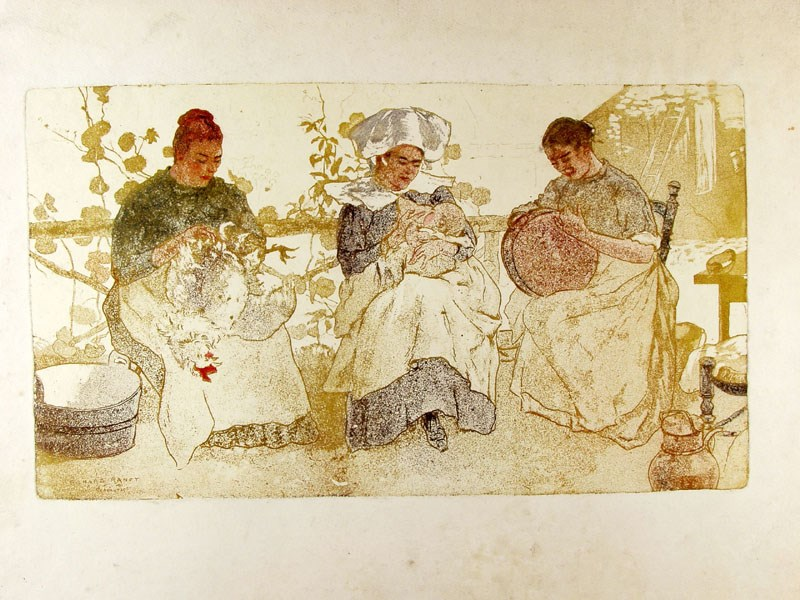
Les Servantes, aquatinte (vers 1900) Richard Ranft,

- Mademoiselle d'Orchair, Paris, éd. Albert Savine, 1892.
- L'Illustre Famille, Paris, éd. Paul Ollendorff, 1913.

Dessinateur :
- Lucien, Scènes de courtisanes, Paris, Henri Piazza éditeur d'art, 1901.
- Gustave Kahn, Contes hollandais, trois cuivres, Paris, 1903.
- Élémir Bourges, Le Crépuscule des dieux, eaux-fortes en couleurs, Paris, Le Livre contemporain, 1905.
- Gyp, Le Bonheur de Ginette, Paris, Calmann-Lévy, 1911.
- Paul Verlaine, Biblio-sonnets, avec 28 compositions, Paris, H. Floury, 1913.